# Spectrum (альбом Билли Кобэма)
Spectrum — дебютный сольный альбом барабанщика Билли Кобэма, выпущенный в 1973 году лейблом Atlantic. Альбом стал настоящим прорывом в джаз-фьюжн, который повсеместно признан одним из самых значительных и влиятельных творений жанра, наряду с альбомами Mahavishnu Orchestra.
Spectrum был записан в Electric Lady Studios Джими Хендрикса в Нью-Йорке. В состав Кобэма для записи альбома вошли Томми Болин на гитаре, Ян Хаммер на электрическом пианино, синтезаторе Moog и фортепиано и Ли Склэр на басу.

## Предыстория
Музыканты познакомились ещё в 1971 году в Нью-Йорке, когда флейтист Джереми Стайг пригласил к себе домой друзей, включая клавишника Яна Хаммера, с которым он познакомил молодого гитариста из Айовы Томми Болина. У Стайга была идея — записать несколько демо-версий в знаменитой студии Electric Lady под руководством звукоинженера Эдди Крамера. Играть на барабанах был приглашен Билли Кобэм. Потом все эти музыканты собрались в студии, построенной Джими Хендриксом, и записали несколько демо-треков, которые остались неопубликованными. Хаммер был впечатлен игрой Болина. Кобэм уже встречался с ним кратко, за кулисами, во время фестиваля: Болин тогда был участником группы Zephyr, которая выступала на разогреве у группы Кобэма Dreams. С самого начала Кобэму понравилось его знание эффектов и чувство правильной ноты.
«Игра в оркестре Махавишну сделала меня известным во всем мире», — вспоминает Кобэм. Однако, несмотря на все восхищение, которое Билли Кобэм испытал Джоном Маклафлином, желание записать свои собственные композиции вскоре стало сильнее, чем подача музыки, сложность и уровень интенсивности которой иногда превышала понимание.
Поначалу компания Columbia, на которой записывался Mahavishnu Orchestra, не проявила интереса к сольному проекту Кобэма. Тогда менеджер группы, Нэт Вайсс, связал Кобэма с Марком Майерсоном, тогдашним руководителем A&R в Atlantic Records. «Он был интересным человеком, которого я никогда раньше не встречал, но который хорошо знал обо мне», — сказал Кобэм про исполнительного директора Atlantic. «У него было определённое влияние, чтобы подписать контракт с некоторыми артистами, и он дал мне шанс».

## Запись альбома
Лейбл выделил Кобэму бюджет в 35 000 долларов на создание альбома и доверился барабанщику настолько, что позволил ему самостоятельно продюсировать свой дебют. «Я был абсолютно удивлён, но я сделал это по необходимости», — рассказал Кобэм, хотя он догадался привлечь известного британского звукоинженера Кена Скотта, с которым он работал над альбомами Mahavishnu Orchestra Inner Mounting Flame и Birds Of Fire.
Сначала Кобэм выбрал клавишника Яна Хаммера, музыканта из оркестра Махавишну: «Ян был моим первым выбором, потому что я знал, что он может быть творческим за пределами оркестра Махавишну, хотя критики так не думали». Затем, вспоминая нью-йоркские сессии 1971 года с Джереми Стайгом, он приглашает Томми Болина, который только что покинул группу Energy и вскоре собирался заменить Джо Уолша в James Gang, не отказываясь от своего стремления к джазовым рок-экспериментам. Что касается баса, то Кобэм сначала подумал о Стэнли Кларке, но быстро понял, что эта восходящая звезда инструмента может переиграть, в ущерб его музыке. Затем его выбор пал на сессионного басиста Ли Склэра.
Также свой краткий вклад в то, что стало Spectrum, сделали трубач Джимми Оуэнс, контрабасист Рон Картер и саксофонист/флейтист Джо Фаррелл. «Я просто выбрал их, основываясь на инстинкте, чтобы убедиться, что люди, которые меня окружали, были одними из величайших музыкантов, с которыми я когда-либо работал или которых уважал в своей жизни», — объяснил Кобэм онлайн-журналу Dig!. «Это были люди, которым я мог доверять и которые могли бы сделать то, о чём я их попросил».
Основные треки Spectrum были записаны в Нью-Йорке в течение трёх дней 14, 15 и 16 мая 1973 года в знаменитой студии Jimi Hendrix’s Electric Lady. Кобэм позаботился о том, чтобы группа была хорошо подготовлена, что позволило им записать все мелодии всего за один или два дубля. «Если вы выберете правильных людей и подготовите музыку с правильными ингредиентами, и все будут уважать друг друга, то есть шанс, что вы придумаете что-то, чем сможете гордиться», — сказал Кобэм.
Гитарист Томми Болин вспоминал впоследствии как Кобэм позвал его на сессии записи Spectrum, и он сказал: «Я не умею читать ноты, чувак». Кобэм сказал, что все в порядке. «Итак, я пошел в студию, и он вручил мне схему. Я снова сказал ему, что не умею читать ноты. Но потом у нас был день репетиций, а затем мы записали альбом за два дня. Я многому научился у этих людей. Все разные стили, в которых я играл, действительно помогли мне как гитаристу и помогли мне развить свой собственный стиль игры», — рассказал гитарист в интервью журналу Guitar Player.
После того, как сессии записи были завершены, Кобэм прилетел в Лондон, где треки были смикшированы в Trident Studios, с которой он был знаком ещё со времен оркестра Махавишну. После пары дней в Trident дебютный альбом Кобэма был закончен. Он решил назвать его Spectrum, что он объяснил через цитату на задней обложке альбома: «Что такое жизнь, кроме спектра и что такое музыка, но сама жизнь», — написал он.

## Релиз альбома
Atlantic выпустила отредактированную, гораздо более короткую версию десятиминутного трека «Stratus», в качестве сингла для продвижения на радио. Это помогло заметить Spectrum, и когда он был выпущен 1 октября 1973 года, альбом возглавил чарт Billboard Jazz Albums. Он также привлек внимание мейнстримной аудитории, достигнув 26-го места в Billboard 200, хит-параде самых продаваемых рок- и поп-альбомов Северной Америки.
Spectrum состоит из десяти композиций, хотя четыре из них представляют собой короткие музыкальные интерлюдии. Два трека — «Spectrum» и «Le Lis» — это классические джазовые номера с Джо Фарреллом на саксофоне и Роном Картером на контрабасе, но треки, которые произвели наибольший резонанс, — это четыре джаз-роковые мелодии, записанные Кобэмом вместе с гитаристом Томми Болином, клавишником Яном Хаммером и сессионным басистом Ли Склэром.
Онлайн-издание Jazz Views отмечает композицию «Quadrant 4», которая открывает альбом калейдоскопическим множеством звуков. Вступление этого номера с двойным басовым шаффлом и громоподобными барабанами Кобэма сочетается с яркими синтезаторными линиями Яна Хаммера. В мелодии «Quadrant 4» многие думают, что гитарист Томми Болин солирует во вступлении, хотя на самом деле это клавишник Ян Хаммер играет на минимуге — соло Томми начинается только примерно через две минуты. Игра Хаммера на синтезаторе действительно звучит как гитара. Несмотря на это, гитарное соло Болина из композиции «Quadrant 4» с альбома Spectrum вошло в список «100 величайших гитарных соло всех времён» по версии журнала Classic Rock, а также в рейтинг лучших гитарных соло онлайн-издания uDiscover Music.
Три другие композиции, записанные этим квартетом: «Stratus», «Red Baron» и «Taurian Matador», стали частью джазового канона и были неоднократно использованы другими исполнителями, включая Джеффа Бека, Джорджа Дюка, Маркуса Миллера, Гровера Вашингтона (мл.), Принса и Massive Attack (сингл «Safe from Harm»). Как пишет онлайн-журнал Dig!, настоящая жемчужина альбома — композиция «Stratus», начинается с космических звуковых эффектов, на которых энергичные барабаны Кобэма изначально сражаются с бурлящими, футуристическими синтезаторными звуками Хаммера, а Болин с изяществом использует свои эффекты (громкость, Echoplex). Но чуть более чем через три минуты трека грув начинает затвердевать благодаря басовой линии Ли Склэра и фанковому ритму Кобэма.

«Я точно не помню, как «Stratus» пришел ко мне, но думаю, что сначала мне в голову пришла басовая партия, а затем мелодия. Что я знаю, так это то, что я хотел создавать музыку, отличную от музыки оркестра Махавишну, более спонтанную. Слишком большое количество дублей приводит к тому, что музыка становится ненужной. Именно поэтому, прежде чем войти в студию, мы тщательно репетировали, и все происходило в хорошем настроении, музыка звучала естественно»— Билли Кобэм, Jazz Magazine
Единственный трек альбома, где нет ударных Билли Кобэма — «To the Women in My Life», краткое вступление, сыгранное Яном Хаммером на фортепиано и написанное Кобэмом для его матери, бабушки и жены. Барабанщик вернулся к своей ударной установке на «Le Lis» — фанковом соул-джазовом номере, в котором участвовал гитарист Джон Тропэй и флейтист Джо Фаррелл.

## Признание и критика
В 2021 году онлайн-издание All About Jazz включило Spectrum в рейтинг «Лучших записей стиля джаз-рок-фьюжн». В 2024 году онлайн-издание Jazz Views включило Spectrum в свой список «10 самых известных джаз-фьюжн альбомов», отметив, что «медленный гипнотический грув и соло в „Red Baron" гитариста Томми Болина являются одними из самых запоминающихся моментов в альбоме».
В 2022 году итальянское издание журнала Rolling Stone включило Spectrum в свой список «10 лучших джаз-рок альбомов 1970-х годов», отметив сольный дебют Билли Кобэма, в котором зажигательный джаз-рок удачно сочетается с фанком. В том же году журнал Classic Rock включил Spectrum в свой список обязательных к прослушиванию джаз-рок альбомов.

Открываясь поистине изумительным «Quadrant 4», который подчеркивает скоростную гитару молодого Томми Болина – Spectrum – это всё о взаимодействии между великими музыкантами. Пересекает все границы от хард-рока до душевного тяжелого фанка «Red Baron». Барабаны, как и следовало ожидать, из царства ангелов – послушайте особенно «Stratus», где Кобэм доказывает превосходство человека над драм-машиной.— Томми Удо, Classic Rock

## Список композиций
Автор всех композиций — Билли Кобэм.
1. «Quadrant 4» — 4:20
2. «Searching for the Right Door» — 1:19 / «Spectrum» — 5:07
3. «Anxiety» — 1:41 / «Taurian Matador» — 3:03
4. «Stratus» — 9:48
5. «To the Women in My Life» — 0:51 / «Le Lis» — 3:20
6. «Snoopy’s Search» — 1:02 / «Red Baron» — 6:37

## Участники записи
- Билли Кобэм — барабаны, перкуссия, производство
- Ян Хаммер — электрические и акустические пианино, синтезатор Moog
- Кен Скотт — инженерия записи и ремикширования

Дополнительные музыканты на «Quadrant 4», «Taurian Matador», «Stratus» и «Red Baron»
- Томми Болин — гитара, Echoplex
- Ли Склэр — электрический бас

Дополнительные музыканты на «Spectrum» и «Le Lis»
- Джо Фаррелл — сопрано и альт-саксофоны, флейта
- Джимми Оуэнс — флюгельхорн, труба
- Джон Тропэй — гитара на «Le Lis»
- Рон Картер — акустический бас
- Рэй Барретто — конги